# Maróc, Zala
Maróc  este un sat în districtul Letenye, județul Zala, Ungaria, având o populație de 83 de locuitori (2011). 

## Demografie
Componența etnică a satului Maróc
     Maghiari (100%)
Componența confesională a satului Maróc
     Romano-catolici (74,7%)
     Fără religie (3,61%)
     Necunoscută (21,69%)
Conform recensământului din 2011, satul Maróc avea 83 de locuitori. Din punct de vedere etnic, majoritatea locuitorilor (100,0%) erau maghiari.  Din punct de vedere confesional, majoritatea locuitorilor (74,7%) erau romano-catolici, cu o minoritate de persoane fără religie (3,61%). Pentru 21,69% din locuitori nu este cunoscută apartenența confesională.